# Martin Baturina
Martin Baturina (Spalato, 16 febbraio 2003) è un calciatore croato, centrocampista del Como e della nazionale croata.

## Biografia
Nato a Spalato, anche suo padre Mate e suo fratello maggiore Roko sono calciatori professionisti.

## Caratteristiche tecniche
Gioca come trequartista, spicca tecnicamente con la palla al piede nel quale si dimostra abile nell'uno-contro-uno saltando l'avversario, abile nel tiro in porta, sapendo calciare con potenza e avvalendosi principalmente del destro, il suo piede forte, ma è bravo anche nel servire assist.
Nell'ottobre del 2023, è stato incluso come "wild card" nella lista dei 25 finalisti del premio European Golden Boy, assegnato dal quotidiano Tuttosport al miglior giocatore Under-21 militante in un campionato europeo.

## Carriera

### Club

#### Dinamo Zagabria
Cresciuto nel settore giovanile della Dinamo Zagabria, Baturina ha esordito in prima squadra il 16 maggio 2021, in occasione dell'incontro di campionato vinto per 3-0 in casa dell'HNK Gorica.
Nella stagione 2021-2022, segna tre goal e serve cinque assist, dando il proprio contributo alla vittoria del campionato e della supercoppa nazionale. Nell'annata successiva, migliora ulteriormente il proprio rendimento, segnando sei goal e servendo 13 assist, aiutando così il club a riconfermarsi vincitore del campionato e della supercoppa di Croazia. Durante la stagione 2023-2024, contribuisce con sette goal e nove assist a un nuovo double da parte della Dinamo. Il 3 ottobre 2024, segna la sua prima rete in Champions League, realizzando una rete nell'incontro della fase campionato pareggiato per 2-2 contro il Monaco; il 29 gennaio seguente, mette a referto un gol nella vittoria per 2-1 sul Milan.
Con la maglia della Dinamo, Baturina ha collezionato in tutto 165 presenze e 22 reti, vincendo quattro campionati, due coppe nazionali e altrettante supercoppe.

#### Como
Il 16 giugno 2025, viene annunciato l'ingaggio di Baturina da parte del Como, in Serie A, a partire dal 1° luglio seguente, con il giocatore che ha firmato un contratto quinquennale con il club. Il trasferimento è avvenuto sulla base di circa 25 milioni di euro, più bonus: in questo modo, il giocatore è diventato l'acquisto più oneroso nella storia della società lariana. Il 16 agosto esordisce ufficialmente con la maglia del Como nella partita di Coppa italia contro il Südtirol, entrando nel finale al posto di Lucas Da Cunha. 

### Nazionale
Ha fatto parte di differenti nazionali giovanili croate.
L'8 ottobre 2021 fa il suo debutto con la Croazia U-21 subentrando al posto di Lukas Kačavenda nel successo interno contro la Norvegia (3-2). Il 28 marzo 2023 segna la prima rete con i Mladi Vatreni in occasione dell'amichevole vinta contro l'Inghilterra (1-2).
Nel novembre 2023 viene convocato per la prima volta in nazionale maggiore, con cui esordisce il 18 del mese stesso nel successo per 0-2 in casa della Lettonia.
Dopo essere stato convocato agli Europei, il 15 ottobre 2024 realizza il suo primo gol per la massima selezione croata nel pareggio per 3-3 in Nations League in casa della Polonia.

## Statistiche

### Presenze e reti nei club
Statistiche aggiornate al 25 maggio 2025.
| Stagione               | Squadra                | Campionato             | Campionato | Campionato | Coppe nazionali | Coppe nazionali | Coppe nazionali | Coppe continentali | Coppe continentali | Coppe continentali | Altre coppe | Altre coppe | Altre coppe | Totale | Totale | Totale |
| Stagione               | Squadra                | Comp                   | Pres       | Reti       | Comp            | Pres            | Reti            | Comp               | Pres               | Reti               | Comp        | Pres        | Reti        | Pres   | Reti   |        |
| ---------------------- | ---------------------- | ---------------------- | ---------- | ---------- | --------------- | --------------- | --------------- | ------------------ | ------------------ | ------------------ | ----------- | ----------- | ----------- | ------ | ------ | ------ |
| 2020-2021              | Dinamo Zagabria        | 1.HNL                  | 2          | 0          | CC              | 0               | 0               | UCL+UEL            | 0                  | 0                  | -           | -           | -           | 2      | 0      |        |
| 2021-2022              | Dinamo Zagabria        | 1.HNL                  | 13         | 2          | CC              | 2               | 0               | UCL+UEL            | 1+2                | 0                  | -           | -           | -           | 18     | 2      |        |
| 2022-2023              | Dinamo Zagabria        | 1.HNL                  | 34         | 6          | CC              | 3               | 0               | UCL                | 11                 | 0                  | SC          | 1           | 0           | 49     | 6      |        |
| 2023-2024              | Dinamo Zagabria        | 1.HNL                  | 32         | 5          | CC              | 3               | 1               | UCL+UEL+UECL       | 3+2+10             | 0+1+0              | SC          | 1           | 1           | 51     | 8      |        |
| 2024-2025              | Dinamo Zagabria        | 1.HNL                  | 33         | 4          | CC              | 2               | 0               | UCL                | 10                 | 2                  | -           | -           | -           | 45     | 6      |        |
| Totale Dinamo Zagabria | Totale Dinamo Zagabria | Totale Dinamo Zagabria | 114        | 17         |                 | 10              | 1               |                    | 39                 | 3                  |             | 2           | 1           | 165    | 22     |        |
| 2025-2026              | Como                   | A                      | -          | -          | CI              | -               | -               | -                  | -                  | -                  | -           | -           | -           | -      | -      |        |
| Totale carriera        | Totale carriera        | Totale carriera        | 114        | 17         |                 | 10              | 1               |                    | 39                 | 3                  |             | 2           | 1           | 165    | 22     |        |

### Cronologia presenze e reti in nazionale
| Cronologia completa delle presenze e delle reti in nazionale ― Croazia | Cronologia completa delle presenze e delle reti in nazionale ― Croazia | Cronologia completa delle presenze e delle reti in nazionale ― Croazia | Cronologia completa delle presenze e delle reti in nazionale ― Croazia | Cronologia completa delle presenze e delle reti in nazionale ― Croazia | Cronologia completa delle presenze e delle reti in nazionale ― Croazia | Cronologia completa delle presenze e delle reti in nazionale ― Croazia | Cronologia completa delle presenze e delle reti in nazionale ― Croazia |
| Data                                                                   | Città                                                                  | In casa                                                                | Risultato                                                              | Ospiti                                                                 | Competizione                                                           | Reti                                                                   | Note                                                                   |
| ---------------------------------------------------------------------- | ---------------------------------------------------------------------- | ---------------------------------------------------------------------- | ---------------------------------------------------------------------- | ---------------------------------------------------------------------- | ---------------------------------------------------------------------- | ---------------------------------------------------------------------- | ---------------------------------------------------------------------- |
| 18-11-2023                                                             | Riga                                                                   | Lettonia                                                               | 0 – 2                                                                  | Croazia                                                                | Qual. Euro 2024                                                        | -                                                                      | 86’                                                                    |
| 21-11-2023                                                             | Zagabria                                                               | Croazia                                                                | 1 – 0                                                                  | Armenia                                                                | Qual. Euro 2024                                                        | -                                                                      | 84’                                                                    |
| 3-6-2024                                                               | Fiume                                                                  | Croazia                                                                | 3 – 0                                                                  | Macedonia del Nord                                                     | Amichevole                                                             | -                                                                      | 67’                                                                    |
| 19-6-2024                                                              | Amburgo                                                                | Croazia                                                                | 2 – 2                                                                  | Albania                                                                | Euro 2024 - 1º turno                                                   | -                                                                      | 84’                                                                    |
| 5-9-2024                                                               | Lisbona                                                                | Portogallo                                                             | 2 – 1                                                                  | Croazia                                                                | UEFA Nations League 2024-2025 - 1º turno                               | -                                                                      | 61’                                                                    |
| 12-10-2024                                                             | Zagabria                                                               | Croazia                                                                | 2 – 1                                                                  | Scozia                                                                 | UEFA Nations League 2024-2025 - 1º turno                               | -                                                                      | 62’                                                                    |
| 15-10-2024                                                             | Varsavia                                                               | Polonia                                                                | 3 – 3                                                                  | Croazia                                                                | UEFA Nations League 2024-2025 - 1º turno                               | 1                                                                      | 78’ 80’                                                                |
| 15-11-2024                                                             | Glasgow                                                                | Scozia                                                                 | 1 – 0                                                                  | Croazia                                                                | UEFA Nations League 2024-2025 - 1º turno                               | -                                                                      | 75’                                                                    |
| 18-11-2024                                                             | Spalato                                                                | Croazia                                                                | 1 – 1                                                                  | Portogallo                                                             | UEFA Nations League 2024-2025 - 1º turno                               | -                                                                      |                                                                        |
| 20-3-2025                                                              | Spalato                                                                | Croazia                                                                | 2 – 0                                                                  | Francia                                                                | UEFA Nations League 2024-2025 - Quarti di finale                       | -                                                                      | 60’                                                                    |
| 23-3-2025                                                              | Saint-Denis                                                            | Francia                                                                | 2 – 0 dts (5 – 4 dtr)                                                  | Croazia                                                                | UEFA Nations League 2024-2025 - Quarti di finale                       | -                                                                      | 71’                                                                    |
| 6-6-2025                                                               | Faro                                                                   | Gibilterra                                                             | 0 – 7                                                                  | Croazia                                                                | Qual. Mondiali 2026                                                    | -                                                                      | 71’                                                                    |
| Totale                                                                 |                                                                        | Presenze                                                               | 12                                                                     |                                                                        | Reti                                                                   | 1                                                                      |                                                                        |

| Cronologia completa delle presenze e delle reti in nazionale ― Croazia under 21 | Cronologia completa delle presenze e delle reti in nazionale ― Croazia under 21 | Cronologia completa delle presenze e delle reti in nazionale ― Croazia under 21 | Cronologia completa delle presenze e delle reti in nazionale ― Croazia under 21 | Cronologia completa delle presenze e delle reti in nazionale ― Croazia under 21 | Cronologia completa delle presenze e delle reti in nazionale ― Croazia under 21 | Cronologia completa delle presenze e delle reti in nazionale ― Croazia under 21 | Cronologia completa delle presenze e delle reti in nazionale ― Croazia under 21 |
| Data                                                                            | Città                                                                           | In casa                                                                         | Risultato                                                                       | Ospiti                                                                          | Competizione                                                                    | Reti                                                                            | Note                                                                            |
| ------------------------------------------------------------------------------- | ------------------------------------------------------------------------------- | ------------------------------------------------------------------------------- | ------------------------------------------------------------------------------- | ------------------------------------------------------------------------------- | ------------------------------------------------------------------------------- | ------------------------------------------------------------------------------- | ------------------------------------------------------------------------------- |
| 8-10-2021                                                                       | Varaždin                                                                        | Croazia under 21                                                                | 3 – 2                                                                           | Norvegia under 21                                                               | Qual. Europeo Under-21 2023                                                     | -                                                                               | 90+2’                                                                           |
| 12-10-2021                                                                      | Sumqayıt                                                                        | Azerbaigian under 21                                                            | 1 – 5                                                                           | Croazia under 21                                                                | Qual. Europeo Under-21 2023                                                     | -                                                                               |                                                                                 |
| 11-11-2021                                                                      | Pola                                                                            | Croazia under 21                                                                | 2 – 0                                                                           | Estonia under 21                                                                | Qual. Europeo Under-21 2023                                                     | -                                                                               |                                                                                 |
| 16-11-2021                                                                      | Ried im Innkreis                                                                | Austria under 21                                                                | 1 – 3                                                                           | Croazia under 21                                                                | Qual. Europeo Under-21 2023                                                     | -                                                                               | 90+2’                                                                           |
| 25-3-2022                                                                       | Varaždin                                                                        | Croazia under 21                                                                | 0 – 0                                                                           | Austria under 21                                                                | Qual. Europeo Under-21 2023                                                     | -                                                                               | 70’                                                                             |
| 29-3-2022                                                                       | Varaždin                                                                        | Croazia under 21                                                                | 2 – 3                                                                           | Finlandia under 21                                                              | Qual. Europeo Under-21 2023                                                     | -                                                                               | 64’                                                                             |
| 8-6-2022                                                                        | Pärnu                                                                           | Estonia under 21                                                                | 0 – 4                                                                           | Croazia under 21                                                                | Qual. Europeo Under-21 2023                                                     | -                                                                               | 65’                                                                             |
| 17-11-2022                                                                      | Pola                                                                            | Croazia under 21                                                                | 3 – 1                                                                           | Polonia under 21                                                                | Amichevole                                                                      | -                                                                               | 60’                                                                             |
| 28-3-2023                                                                       | Londra                                                                          | Inghilterra under 21                                                            | 1 – 2                                                                           | Croazia under 21                                                                | Amichevole                                                                      | 1                                                                               | 81’                                                                             |
| Totale                                                                          |                                                                                 | Presenze                                                                        | 9                                                                               |                                                                                 | Reti                                                                            | 1                                                                               |                                                                                 |

## Palmarès

### Club

#### Competizioni nazionali
- Campionato croato: 4

Dinamo Zagabria: 2020-2021, 2021-2022, 2022-2023, 2023-2024
- Coppa di Croazia: 1

Dinamo Zagabria: 2023-2024
- Supercoppa di Croazia: 2

Dinamo Zagabria: 2022, 2023